# День рождения Алисы (мультфильм)
«День рождения Алисы» — российский полнометражный мультипликационный фильм, выпущенный студией «Мастер-фильм» по одноимённой повести Кира Булычёва об Алисе Селезнёвой. Работа над фильмом была завершена 19 декабря 2008 года, премьера состоялась 12 февраля 2009 года, в прокате с 19 февраля 2009 года, вышел на DVD/Blu-Ray 12 марта 2009 года.

## Сюжет
В качестве подарка ко дню рождения археолог Громозека берёт Алису Селезнёву в экспедицию на мёртвую планету Колеида. Как удалось установить, жители этой планеты погибли сто лет назад от вируса космической чумы, занесённого на эту планету первым космическим кораблём коледиан по его возвращении после экспедиции. До катастрофы на планете Колеида была цивилизация на уровне Земли середины XX века, а её жители почти не отличались от землян, только были небольшого роста (поэтому Алису, исходя из её роста, они воспринимают как взрослую).
С помощью машины времени археологи изучают прошлое Колеиды. Но планы Громозеки идут дальше простого изучения. Он хочет, чтобы Алиса тайно отправилась в прошлое Колеиды, в тот день, когда туда возвратился космический корабль с вирусом космической чумы, и спасла планету. Для этого будет достаточно опрыскать заражённых космонавтов спреем с вакциной, когда они вернутся. Вместе с девочкой в прошлое отправляется археолог, специалист по мёртвым языкам профессор Рррр, который вынужден изображать котёнка, так как представители его расы имеют с ними внешнее сходство.
Алиса и профессор Рррр попадают в страну, напоминающую СССР в 1960-е годы. Им предстоит долгое путешествие через всю Колеиду к космодрому. Опасность разоблачения велика — в Алисе подозревают иностранную шпионку, а Рррра норовят растерзать уличные коты, вместе с которыми он попадает в лапы живодёрам. Но благодаря помощи мальчика Боло героине удаётся выполнить свою миссию — через плотные кордоны охранников пробраться к космическому кораблю в момент церемонии его торжественной встречи на космодроме и опрыскать-таки космонавтов вакциной. В «награду» за спасение целой планеты Алису бросают в тюрьму как диверсантку. Сбежать ей помогают Рррр и некий клоун-фокусник, передающий на прощание привет Громозеке.
Чума, которая погубила планету, теперь уничтожена. По возвращении в будущее Алиса и Рррр обнаруживают цветущую Колеиду, а их приключения становятся основой для колеидианской фантастики, основателем которой стал Боло.

## Роли озвучивали
- Ярослава Николаева — Алиса Селезнёва
- Алексей Колган — Громозека / фокусник
- Евгений Стычкин — Рррр, профессор
- Наталия Мурашкевич — капитан космического корабля
- Роман Стабуров — Степан / доктор Тук
- Марк Чернавин — Боло
- Николай Лазарев — Селезнёв, профессор, папа Алисы
- Алексей Кузнецов — пастух / диктор
- Елена Габец — бабушка Боло
- Анатолий Вологдин — говорящий дневник / железнодорожники / полицейские
- Анна Глазкова — учительница / мама Боло
- Георгий Мурадян — близнецы
- Сергей Габриэлян — киоскёр
- Виктория Радунская — старушка в окне
- Дмитрий Курта — ловцы котов / железнодорожники / полицейские
- Михаил Лебедев — железнодорожники / полицейские

## Создатели
| Авторы сценария                               | Андрей Житков, Андрей Саломатов, Сергей Серёгин |
| Режиссёр-постановщик                          | Сергей Серёгин |
| Художник-постановщик                          | Сергей Гаврилов |
| Композитор                                    | Дмитрий Рыбников |
| Звукорежиссёр                                 | Андрей Коринский |
| Тексты песен                                  | Игорь Кохановский, Александра Далина, Андрей Усачёв |
| Музыкальный продюсер                          | Алексей Рыбников |
| Редактор                                      | Людмила Голубкина |
| Монтаж                                        | Сергей Серёгин |
| Подбор актёров, режиссёр по работе с актёрами | Елена Габец |
| Ассистенты режиссёра                          | Ирина Лярская, Ирина Серёгина |
| Ассистент художника-постановщика              | Ирина Капралова |
| Ассистент по мультипликтору                   | Эльвира Маслова |
| Ассистент по прорисовке                       | Лариса Лобачёва |
| Ассистент по фонам                            | Анна Андросова |
| Планировка                                    | Ирина Иванова |
| Раскадровка                                   | Сергей Гаврилов, Сергей Серёгин, Валерий Рябин |
| Компоновки                                    | Сергей Гаврилов, Сергей Гордеев, Олег Добровольский, Александра Евсеева, Ирина Капралова, Валерий Кожин, Пётр Фролов, Оксана Холодова |
| Художники-аниматоры:                          | Виктор Базанов, Юрий Батанин, Сергей Братерский, Владимир Вышегородцев, Сергей Гордеев, Фазиль Гасанов, Александра Евсеева, Владимир Захаров, Екатерина Захарченко, Галина Зеброва, Андрей Колпин, Анна Котова, Юрий Кулаков, Дмитрий Новосёлов, Александр Панов, Елена Сичкарь, Артур Толстобров, Виктор Улитин, Павел Фролов |
| Режиссёр эпизодов                             | Андрей Колпин |
| Продюсеры                                     | Александр Герасимов, Вячеслав Маясов |

## Вокал
- Светлана Светикова
- Оля Шалашова
- Алексей Колган
- Евгений Стычкин
- Роман Стабуров
- Жанна Рождественская (педагог по вокалу)

## Процесс создания
Роль капитана корабля озвучила Наталия Мурашкевич (Гусева), которая исполнила роль Алисы Селезнёвой в культовом детском фильме 1980-х годов «Гостья из будущего».

### Отсылки
- Образ капитана звездолёта рисовался с американской актрисы Люси Лью[1][2].
- В мультфильме разносчиками космической чумы стали бабочки, напоминающие боярышниц, которых раньше боялись.
- В вездеходе Степана можно заметить Кроша.
- На Колеиде, в эпизоде, когда ищут Алису, можно заметить машину, похожую на микроавтомобиль Messerschmitt KR200.
- На отметке 1:07 видно проезжающего почтальона, похожего на Печкина.
- В начале фильма виден прохожий, похожий на Эйнштейна.
- В Космозоо, на отметке 7:37, из-под земли вылезает существо, похожее на песчаного червя из фильма «Дюна».
- Одни из участников экспедиции напоминает ушана — друга Говоруна из мультфильма «Тайна третьей планеты», но без ушей.
- Фокусник с фургончиком — отсылка к мультфильмам про поросёнка Фунтика.
- В самом начале Алиса пытается отвечать у доски по теме Ивана Грозного, где он изображен с перевязанными зубами — это отсылка к фильму «Иван Васильевич меняет профессию».
- В эпизоде рассказа доктора Тука Алисе про космическую чуму звучит почти дословная цитата про вирусы из романа Майкла Крайтона «Штамм „Андромеда“».
- Опрокинутая детская коляска у подножия лестницы напоминает сцену расправы в фильме «Броненосец Потёмкин».
- Ранец капитана корабля весьма напоминает реактивные ранцы мандалорцев из франшизы «Звёздные войны».

## Отзывы и оценки
На момент выхода мультфильм получил смешанные отзывы. Критики в целом положительно оценили общую стилистику картины, отметили достаточно сложный и в то же время динамичный сюжет, отсылки к классическим советским мультфильмам и в особенности к «Тайне третьей планеты». Негативные отзывы заслужил дизайн персонажей: многие обозреватели сочли облик героев слишком стилизованным, не подходящим для детского мультфильма, отмечали скупую мимику героев. По мнению ряда изданий, в частности, журнала «Мир фантастики», основная проблема мультфильма в том, что создатели не смогли чётко определить свою целевую аудиторию: современные дети или их ностальгирующие родители.
Со временем восприятие мультфильма улучшилось, некоторые авторы начали называть его одной из лучших картин о Селезнёвой. Так, в 2013 году тот же «Мир фантастики» оценил мультфильм как «третий самый значительный мультфильм по Булычёву» и отметил близкий к книжному характер Алисы, которой «позволили быть не образцовой героиней, а обычной девочкой <…> прогуливать школу, нарушать запреты, совершать безрассудства и испытывать на себе их последствия». В 2024 тот же журнал снова поставил мультфильм на 3-е место в рейтинге экранизаций «Алисы Селезнёвой», назвав самой недооценённой экранизацией. Журнал Time Out в 2022 году назвал мультфильм «одной из самых продуманных экранизаций» Булычёва, создатели которой «даже обогнали „Тайну третьей планеты“ по яркости и необычности изображения всякой живности». Сайт «Мел» также включил «День рождения Алисы» в свой топ-5 лучших мультфильмов по Киру Булычёву, а издание «Киноафиша» — в свой топ лучших экранизаций Булычёва.

## Награды
- 2009 — 13 Фестиваль визуальных искусств в «Орлёнке»: Первое место среди полнометражных мультфильмов — «День рождения Алисы» (режиссёр Сергей Серёгин)[13].
- 2009 — XIII Международный Кинофорум «Золотой Витязь» Конкурс фильмов для детей Диплом «За лучшее изобразительное решение» фильму «День рождения Алисы» режиссёра Сергея Серёгина[14].
- 2010 — 2-й Международный кинофестиваль в Макао — Диплом жюри «За лучшую музыку» композитору Дмитрию Рыбникову, написавшему музыку к фильму «День рождения Алисы»[15].